# Dufourea ulkenkalkana
Dufourea ulkenkalkana là một loài Hymenoptera trong họ Halictidae. Loài này được Patiny mô tả khoa học năm 2003.